# Lundeborg Sogn
Lundeborg Sogn (bis 1. Oktober 2010: Lundeborg Kirkedistrikt  (dt.: Kirchenbezirk) im Oure Sogn) ist eine Kirchspielsgemeinde (dän.: Sogn)  im südlichen Dänemark. Bis zum 1. Oktober 2010 war sie lediglich ein Kirchenbezirk im Oure Sogn. Als zu diesem Termin sämtliche Kirchenbezirke Dänemarks aufgelöst wurden, wurde sie ein selbständiges Sogn.
Im Kirchspiel leben 546 Einwohner, davon 424 im Kirchdorf (Stand: 1. Januar 2023). Im Kirchspiel liegt die Kirche „Lundeborg Kirke“.

## Geschichte
Bis 1970 gehörte Oure Sogn zur Harde Gudme Herred im damaligen Svendborg Amt, danach zur Gudme Kommune im
Fyns Amt, die im Zuge der  Kommunalreform zum 1. Januar 2007 in der
Svendborg Kommune in der Region Syddanmark aufgegangen ist.